# Маунтбеттен, Луиза
Луи́за Алекса́ндра Мари́я Ире́на Ба́ттенберг (нем. Louise Alexandra Marie Irene von Battenberg), c 1917 года Леди Луи́за Маунтбе́ттен (англ. Lady Louise Mountbatten; 13 июля 1889, Хилингенберг, Великое герцогство Гессен, Германия — 7 марта 1965, Стокгольм, Швеция) — младшая дочь принца Людвига Александра Баттенберга и Виктории Гессен-Дармштадтской; правнучка британской королевы Виктории и племянница императрицы Александры Фёдоровны, в браке — королева Швеции (1950—1965), вторая жена короля Густава VI Адольфа.

## Происхождение и семья
Отец Луизы, принц Людвиг Александр, происходил из аристократического рода Баттенбергов. Его отец, принц Александр Гессен-Дармштадтский, в 1851 году заключил брак с графиней Юлией фон Гауке и их союз был признан морганатическим. В 1851 году великий герцог Людвиг III Гессенский даровал невестке титул графини фон Баттенберг. В 1856 году великий герцог присвоил ей титул принцессы Баттенбергской с обращением «Ваше Светлейшее Высочество». Дети Юлии и Александра также получили титулы принцев и принцесс Баттенбергских с тем же обращением. Таким образом, род Баттенбергов приобрёл статус боковой ветви дома великих герцогов Гессенских. Матерью принцессы Луизы была Виктория Гессен-Дармштадтская, первенец в семье великого герцога Гессенского Людвига IV и британской принцессы Алисы. Алиса Британская была второй дочерью последнего монарха Великобритании из династии Ганноверов Виктории и принца-консорта Альберта Саксен-Кобург-Готского. Благодаря своей прабабке Виктории, имевшей прозвище «Бабушки Европы», Луиза состояла в близком родстве со многими европейскими королевскими семьями.

## Ранняя жизнь
Её Светлость принцесса Луиза Александра Мария Ирена Баттенберг родилась 13 июля 1889 года во дворце Хейлигенберг (Великое герцогство Гессен). Отцом Луизы был немецкий принц Людвиг Александр Баттенберг (представитель морганатической ветви Гессенского дома), матерью — гессенская принцесса Виктория, родная сестра русской императрицы Александры Фёдоровны. Её отец был британским адмиралом флота. В 1917 году он отказался от всех немецких титулов и принял фамилию Маунтбеттен (английский вариант фамилии Баттенберг). С этого времени Луиза была известна как леди Луиза Маунбеттен. В следующем году её отец получил титул маркиза Милфорд-Хейвен и звание пэра Соединённого королевства. Старшая сестра Луизы Алиса была матерью принца Филиппа, мужа английской королевы Елизаветы II.
В детстве семья принцессы постоянно путешествовала, так как её отец служил адмиралом, но Луиза всегда считала, что Гессен её дом, хотя и считала себя британкой. Часто с матерью она посещала королеву Викторию, её прабабушку, на острове Уайт. До конца жизни она переписывалась со своим братом Джорджем. Луиза и её сестра были воспитаны дома гувернантками. Непродолжительный период она проходила обучение в школе Texter в Дармштадте.
В 1914 году она вместе с матерью совершила поездку к родственникам в Россию. В ходе путешествия они плавали на императорской лодке по Волге. Но поездка была прервана внезапным началом Первой мировой войны. Отец Луизы телеграфировал им немедленно вернуться в Великобританию. Сначала они отправились в Эстонию, потом — в нейтральную Швецию и оттуда на корабле наконец добрались до Великобритании.
Во время Первой мировой войны Луиза добровольно вступила в Красный Крест и работала медсестрой. За свой труд во время войны она была награждена медалью Британского Красного Креста. После войны она принимала участие в социальной работе для детей-сирот Лондона.

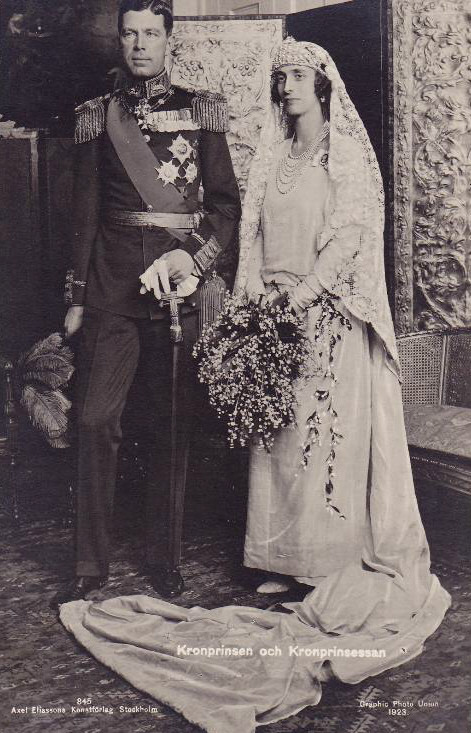
Свадьба Луизы и принца Густава.

В 1909 году она получила предложение выйти замуж от короля Португалии Мануэля II. Король Эдуард VII поддерживал эту партию. Но Луиза отказалась, потому что хотела выйти замуж по любви. Позже её супругом стал шведский принц Густав Адольф (впоследствии король Густав VI Адольф), который был вдовцом. Его первая жена Маргарита Коннаутская умерла от заражения крови в 1920 году, успев родить ему пятерых детей. Густав и Луиза очень любили детей, но единственный ребёнок супругов родился мёртвым 30 мая 1925 года.

## Кронпринцесса шведская
Брак между супругами был по любви, поэтому его считали очень счастливым. Луиза весьма нравилась королеве Виктории Баденской, но они редко виделись, так как последняя проводила много времени в Италии. После смерти королевы в 1930 году Луиза стала первой леди Швеции. В новом качестве она приступила к исполнению многочисленных общественных обязанностей, став покровительницей благотворительных и общественных организаций.
В 1926—1927 годах супруги совершили кругосветное путешествие. Это было очень удачное турне. Особенно в Америке, которую они объездили от Нью-Йорка до Сан-Франциско. Интерес в Америке был к ним велик. Во время интервью в Солт-Лейк-Сити, Луиза заявила:
Я верю в равенство полов. Женщина может быть успешным бизнесменом и политиком. Женщины полностью интеллектуально равны с мужчинами, они получают тоже образование и могут и должны заслужить уважение и восхищение в областях бизнеса и политики.
В 1934—1935 годах она совершила с мужем ещё одно путешествие, но на этот раз в Грецию и страны Ближнего Востока. В 1936 году Луиза приняла участие в похоронах короля Георга V, своего двоюродного дяди.
Во время Второй мировой войны кронпринцесса активно помогала Красному Кресту. Луиза собирала свечи и электрические лампы в ходе акции Зимний свет. Как и многие шведские женщины, она вязала для солдат носки, шапки, различные трикотажные вещи. Во время советско-финской войны 1939—1940 г. оказывала помощь финским детям, устраивая для них детские дома.

## Королева Швеции

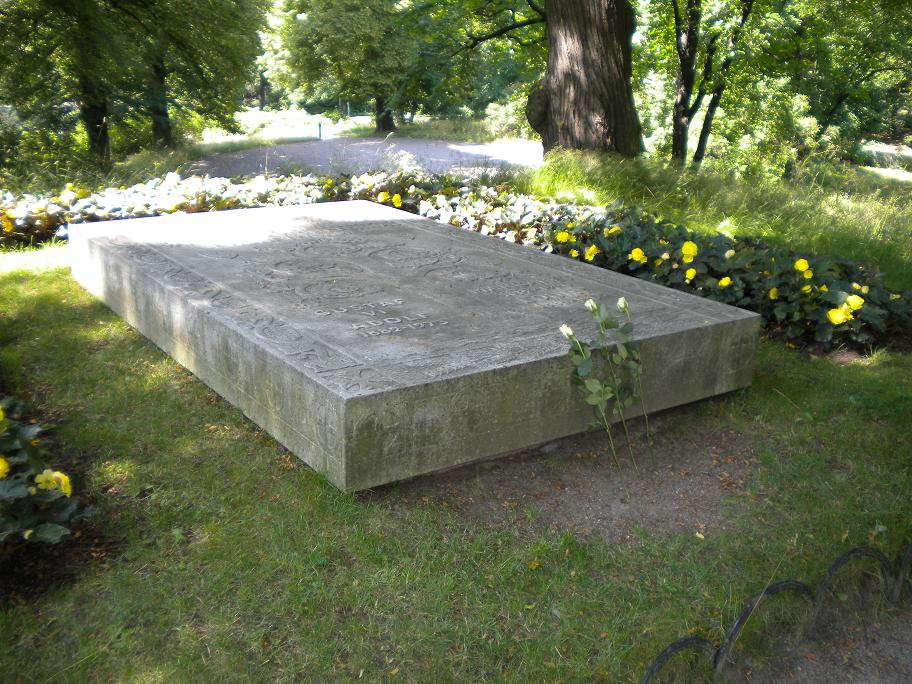
Могила Луизы.

В 1950 году Луиза стала королевой Швеции, после того, как её супруг сменил отца на престоле. Она решила отредактировать излишне строгий, по её мнению, протокол шведской королевской семьи. В 1954 году вышел новый протокол, который поменял обычаи в королевском дворе. Будучи королевой, Луиза отреставрировала королевский дворец в Стокгольме.
Луиза была описана, как королева обладающая и добрым, и злым сердцем, с прекрасным чувством юмора, большим патриотом и защитником своей страны, любителем шведской природы.
В 1963 году она сопровождала мужа в его официальном визите во Францию. Королева произвела большое впечатление на президента де Голля. На одном из вечеров она сказала ему:
Простите меня за мой ужасный французский, каким говорили в окопах 1914 года.
Королева Луиза скончалась 7 марта 1965 года в Стокгольме после продолжительной болезни и операции. Её последним публичным выступлением было вручение Нобелевской премии в 1964 году. Она похоронена на королевском кладбище, к северу от Стокгольма.

## Титулы
- Её Светлость Принцесса Баттенберг (1889—1917)
- Мисс Луиза Маунтбеттен (1917)
- Леди Луиза Маунтбеттен (1917—1923)
- Её Королевское Высочество Кронпринцесса Шведская (1923—1950)
- Её Величество Королева Швеции